# Împărat german

Împărat german era numele șefului de stat al Imperiului German din 1871 până în 1918 pe baza articolului 11 al Constituției imperiale bismarckiene din 1871. 